# Captrain France
Die Captrain France ist ein Eisenbahnverkehrsunternehmen in Frankreich. Captrain France gehört zum Geschäftsbereich Rail Logistics Europe der SNCF.
Captrain France ist in Frankreich und europäischen Ausland aktiv. Der Marktanteil am französischen Schienengüterverkehr beträgt 12 %. Daneben gehören auch Arbeitszüge und die Instandhaltung von Fahrzeugen und Infrastruktur zum Leistungsportfolio.

## Geschichte (VFLI)

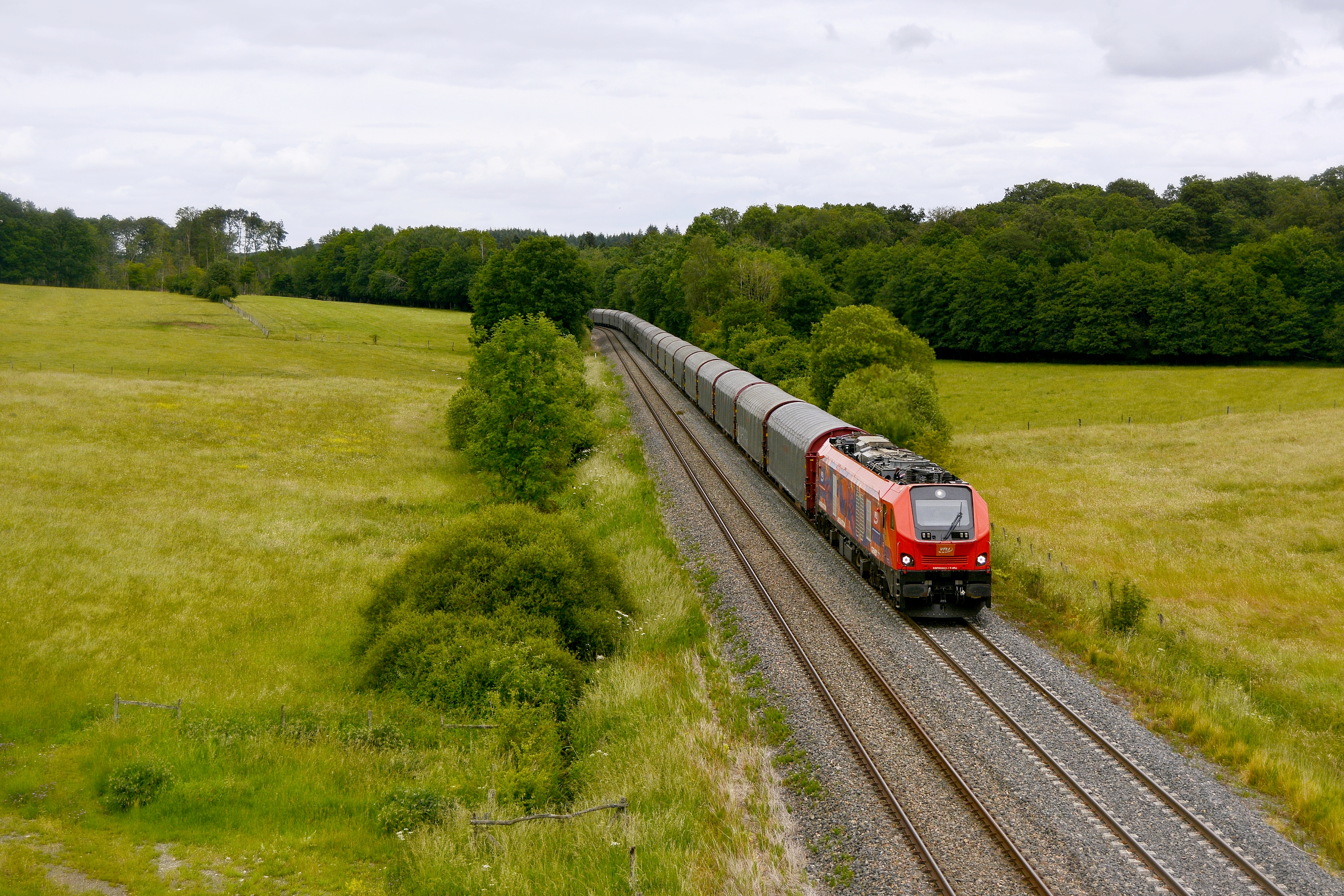
Die Stadler Eurodual von VFLI ist die erste Zweikraftlokomotive in Frankreich. Hier zwischen Vittel und Arles

Das Unternehmen wurde 1998 als Voies ferrées locales et industrielles (VFLI) gegründet. Anfangs nur auf Nebenbahnen und Gleisanschlüssen aktiv, entwickelte sich VFLI bis 2019 zur drittgrößten französischen Gütereisenbahn. 2021 wurde VFLI in Captrain France umbenannt.
Im Jahr 2001 lag der Umsatz noch bei 27 Millionen Euro. Damals arbeiteten 318 Eisenbahner bei VFLI.

## Geschichte (HBL)
Bereits in den 1990er Jahren gründeten die Lothringer Bergwerke (französisch Houillères du Bassin de Lorraine, HBL) ihre Eisenbahn mit ca. 200 km Strecke aus. Zuletzt wurden mit 37 Lokomotiven 5,3 Millionen Tonnen transportiert. Die Bahn wurde 2001 von VFLI übernommen.

## Geschichte (Ecorail)
Mit Sitz in Saint-Pierre-des-Corps und in Thouars führt ECORAIL Transport seit 2014 den Zugbetrieb von Steinbrüchen durch. Mit seinen 44 Mitarbeitern und 11 Lokomotiven transportiert ECORAIL Transport jedes Jahr mehr als 2 Millionen Tonnen Güter. Heute ist ECORAIL Transport ein Tochterunternehmen von Captrain France.

## Fuhrpark
Für Captain France fahren Lokomotiven der Baureihen BB 61000, BB 27000, BB 37000, BB 400, Class 77, G1206, Y8000, Eurodual, Euro 4000 und Euro 4001. Die Fahrzeughalterkennzeichnung ist CPTF.